# Ingemar Sixtensson
Ingemar Sixtensson är en svensk före detta bandytränare, som sedan 1971 arbetat för IF Boltic och IFK Vänersborg.
Sixtensson har varit med och tagit SM-guld med Lidköpings AIK:s juniorlag, och är idag[när?] med i styrelsen för Lidköpings AIK.
Han är far till Johan Sixtensson, som också är bandytränare.